# آکبولاتوو
آکبولاتوو (انگلیسی: Akbulatovo) یک شهرک در شهرستان بورزیانسکی باشقیرستان کشور روسیه است.